# William Cabell Brown
William Cabell Brown (Lynchburg, 22 de novembro de 1861 – Londres, 25 de julho de 1927) foi um reverendo americano que atuou como missionário da Igreja Episcopal no Brasil. Tornou-se conhecido por coordenar o projeto de tradução da Bíblia em português, o que resultou na Tradução Brasileira. Além disso, traduziu o Livro de oração comum. Formou-se no Seminário Teológico de Virgínia em 1891, sendo enviado ao Brasil como missionário logo em seguida. Estabeleceu-se em Porto Alegre e, anos mais tarde, ajudou a fundar as primeiras missões episcopais do Rio de Janeiro, então capital federal. Em 1914 retornou para os Estados Unidos da América onde atuou como bispo auxiliar de Robert Gibson, vindo a suceder o mesmo como bispo da diocese da Virgínia após a sua morte em 1919. No cargo, empenhou-se na construção de escolas. Em 1927, durante uma viagem a Londres sofreu um ataque cardíaco e veio a óbito. Seu corpo foi enviado para os Estados Unidos e foi enterrado na Igreja Emmanuel em Virgínia. Devido a seu papel como um dos pioneiros do anglicanismo no Brasil, Cabell Brown é considerado um dos fundadores da Igreja Episcopal Anglicana do Brasil, estando presente no calendário de santos da igreja; sua festa litúrgica é comemorada anualmente no dia 4 de junho.